# Xyrias
Quassiremus – rodzaj ryb promieniopłetwych z podrodziny Ophichthinae w obrębie rodziny żmijakowatych (Ophichthidae).

## Rozmieszczenie geograficzne
Do rodzaju należą gatunki występujące w wodach Indo-Pacyfiku i Oceanu Atlantyckiego.

## Morfologia
Długość ciała do 93 cm; brak danych dotyczących masy ciała.

## Systematyka
Rodzaj zdefiniowała w 1901 roku para amerykańskich ichtiologów, David Starr Jordan i John Otterbein Snyder, w artykule poświęconym przeglądowi ryb apodalnych lub węgorzowatych z wód Japonii wraz z opisami dziewiętnastu nowych gatunków, opublikowanym w czasopiśmie Proceedings of the United States National Museum. Gatunkiem typowym jest (oryginalne oznaczenie (również monotypowe)) X. revulsus.

### Etymologia
Xyrias: gr. ξυρεω xureō ‘golić’.

### Podział systematyczny
Do rodzaju należą następujące gatunki:
- Xyrias anjaalai Augustina, Sreeram, Sukumaran, Jose & Sreekumar, 2020
- Xyrias chioui McCosker, Chen & Chen, 2009
- Xyrias guineensis (Blache, 1975)
- Xyrias multiserialis (Norman, 1939)
- Xyrias revulsus Jordan & Snyder, 1901